# Línea 157 (Interurbanos Madrid)

Esquema de dársenas del intercambiador subterráneo de Plaza de Castilla

La línea 157 de la red de autobuses interurbanos de Madrid une la terminal subterránea del Intercambiador de Plaza de Castilla con el Paseo de la Chopera de Alcobendas.

## Características
Esta línea une a los habitantes de los barrios que se encuentran en las inmediaciones del Paseo de la Chopera de Alcobendas y los trabajadores del Parque Empresarial de La Moraleja directamente con el norte de Madrid y viceversa, con un recorrido que dura aproximadamente 20-25 min entre cabeceras.
Al llegar al final del Paseo de la Chopera la línea tiene un circuito neutralizado/interno (esto es que el recorrido de vuelta no circula por las mismas calles que el de ida) y a efectos prácticos se considera un recorrido circular por ese barrio a las afueras de Alcobendas. A pesar de que la línea cuente con una cabecera para las expediciones de vuelta situada en la Avenida de Camilo José Cela, los horarios del CRTM consideran las horas de salida hacia Madrid lo hacen en la Avenida de Valdelaparra.
Esto da lugar a que los servicios que llegan a la cabecera de vuelta en la Avenida de Camilo José Cela ya establezcan en los carteles electrónicos y la programación del ordenador de a bordo como un servicio a Madrid y permiten subir a viajeros con destino Madrid; pero al llegar a la Avenida de Valdelaparra deberán respetar los horarios establecidos en caso de llegar antes de tiempo (puesto que esa es la "cabecera" del circuito neutralizado interior) y esperar a la hora correcta antes de continuar el recorrido.
Algunas expediciones continúan a la Calle del Marqués de la Valdavia y no vuelven a Madrid.
Al compartir la dársena 23 en el Intercambiador de Plaza de Castilla junto con la línea 157C, sus horarios están coordinados para que no existan servicios de ambas líneas que salgan a la vez.
Siguiendo la numeración de líneas del CRTM, las líneas que circulan por el corredor 1 son aquellas que dan servicio a los municipios situados en torno a la A-1 y comienzan con un 1. Aquellas numeradas dentro de la decena 150 corresponden a aquellas que circulan por Alcobendas y San Sebastián de los Reyes. Particularmente, los números impares en la decena 150 circulan por Alcobendas y los números pares lo hacen por San Sebastián de los Reyes.
La línea no mantiene los mismos horarios todo el año, desde el 16 al 31 de julio se reducen el número de expediciones los días laborables entre semana (sábados laborables, domingos y festivos tienen los mismos horarios todo el año) y se reducen aún más durante el mes de agosto (también solo los días laborables entre semana), además de los días excepcionales vísperas de festivo y festivos de Navidad en los que los horarios también cambian y se reducen.
Está operada por la empresa Interbus mediante la concesión administrativa VCM-101 - Madrid - Alcobendas - Algete - Tamajón (Viajeros Comunidad de Madrid) del Consorcio Regional de Transportes de Madrid.

### Sublíneas
Aquí se recogen todas las distintas sublíneas que ha tenido la línea 157. La denominación de sublíneas que utiliza el CRTM es la siguiente:
- Número de línea (157)
- Sentido de circulación (1 ida, 2 vuelta)
- Número de sublínea

Por ejemplo, la sublínea 157103 corresponde a la línea 157, sentido 1 (ida) y el número 03 de numeración de sublíneas creadas hasta la fecha.
| Ida    | Ruta                          | Itinerario                                | Vuelta | Ruta                             | Itinerario                                 |
| 157101 | -                             | Madrid - Alcobendas (Pº Chopera)          | 157201 | No existe la ruta "-" de vuelta  | No existe la ruta "-" de vuelta            |
| 157102 | No existe la ruta "jc" de ida | No existe la ruta "jc" de ida             | 157202 | jc                               | Alcobendas (Av. Camilo José Cela) - Madrid |
| 157103 | mv                            | Madrid - Alcobendas (C/ Marqués Valdavia) | 157203 | No existe la ruta "mv" de vuelta | No existe la ruta "mv" de vuelta           |

### Circuito neutralizado
La línea cuenta con lo que se denomina un circuito neutralizado o circuito interno, al final del Paseo de la Chopera, las urbanizaciones rodeadas por la Avenida de Camilo José Cela, Avenida de Valdelaparra y Calle del Marqués de la Valdavia. Esta denominación se aplica a líneas cuyos recorridos de ida y de vuelta no discurren por las mismas calles, en concreto cuando al llegar al final del trayecto se realiza un recorrido circular antes de volver en sentido inverso. Un circuito neutralizado cumple unos propósitos:
- Dar servicio a una zona amplia, como por ejemplo en este caso los bloques dentro de las calles mencionadas, se realiza todo el recorrido "circular" dentro de la zona y se espera la hora de vuelta al final del mismo. Así el autobús procedente de Madrid no para parará dentro de las urbanizaciones a esperar su hora de regreso, evitando así que los viajeros procedentes de Madrid con destino las urbanizaciones se detengan en el comienzo del circuito neutralizado o en algún punto intermedio hasta esperar que comience el servicio de vuelta que se completa el recorrido por las urbanizaciones.
- Los viajeros que quieran moverse dentro del recorrido "circular" podrán hacerlo sin que el autobús se detenga.
- Como un punto de regulación de horarios y frecuencias. El servicio procedente de Madrid se detendrá una vez realizado todo el circuito interno de las urbanizaciones, recogiendo a viajeros con destino Madrid y parará para establecer una hora de salida de vuelta correcta.

En el caso particular de la línea 157, el punto de espera está dentro de las urbanizaciones, por lo que su recorrido se podría considerar algo intermedio entre un circuito neutralizado y una línea de ida/vuelta tradicional. Los viajeros procedentes de Madrid con destino algún punto de las urbanizaciones que pertenezca al recorrido de "vuelta" deberán esperar a que el autobús reanude la marcha en el punto central del recorrido.
La naturaleza de los circuitos neutralizados (especialmente en líneas interurbanas con pocos servicios) es propenso a causar confusión y dificulta que los viajeros de vuelta conozcan con exactitud a que hora deberán esperar al autobús. Para un viajero que procede de Madrid esta peculiaridad es invisible; pero los viajeros dentro del circuito neutralizado que quieran volver, deberán prever la hora de llegada del servicio procedente de Madrid con antelación puesto que la hora de salida a Madrid se da al final del circuito neutralizado.
Una característica común a las líneas con circuito neutralizado son sus sublíneas. No disponen de una sublínea estándar de vuelta, sino que la sublínea de vuelta es aquella que se marca en el ordenador de a bordo al llegar al comienzo del circuito neutralizado. De esta manera, el autobús al llegar a la primera parada del circuito neutralizado comenzará a marcar en el cartel electrónico como destino Madrid, puesto que los viajeros de vuelta deberán subirse ahí ya que el autobús no volverá a pasar por esa parada de vuelta como una línea con un recorrido tradicional. A los viajeros procedentes de Madrid con destino un punto dentro del circuito neutralizado no se les pedirá abonar un billete ni picar el Abono Transportes al cambiar de recorrido, puesto que para ellos el autobús no se detiene, no ven el cambio del cartel electrónico, y se bajarán en la parada deseada sin que este cambio de trayecto en el ordenador de a bordo les afecte.
En el caso particular de la línea 157, el circuito neutralizado comienza (como bien indican las sublíneas de vuelta) en la Avenida de Camilo José Cela en la parada 12927. Desde aquí los servicios procedentes de Madrid marcarán en su ordenador de a bordo y en el cartel electrónico el destino Madrid. La línea realizará un recorrido "circular" en las urbanizaciones pero se detendrá dentro de las mismas, en la parada 11330 en la Calle del Marqués de la Valdavia. Será aquí cuando el autobús deberá detenerse para cumplir su hora programada de vuelta a Madrid en caso de haber llegado antes de la misma. Dicha hora es la que se muestra en los horarios de vuelta de la línea.
Existen algunos servicios de la línea que proceden directamente de las urbanizaciones, en cuyo caso se desconoce si existe una hora programada fija para comenzar su recorrido al comienzo del circuito, pero la hora de salida hacia Madrid se mantiene. Aproximadamente debería ser 5 minutos antes de la hora programada hacia Madrid, puesto que aproximadamente se tardan 20 minutos en llegar a la urbanización, y con base en los horarios de vuelta el servicio de vuelta se realiza tras 25 minutos de la salida de Madrid.
En el corredor 1 la situación de circuito neutralizado se da en las líneas 155, 155B, 156, 157, 157C, 161 y 171.

## Horarios

### 1 septiembre - 15 julio
| Lunes a viernes laborables | Lunes a viernes laborables | Sábados laborables  | Sábados laborables  | Domingos y festivos | Domingos y festivos |
| Madrid > Pº Chopera        | Pº Chopera > Madrid        | Madrid > Pº Chopera | Pº Chopera > Madrid | Madrid > Pº Chopera | Pº Chopera > Madrid |
| 06:30                      | 06:10                      | 06:50               | 06:40               | 07:45               | 07:15               |
| 06:50                      | 06:30                      | 07:15               | 07:15               | 08:45               | 08:10               |
| 07:10                      | 07:10                      | 07:45               | 07:40               | 09:45               | 09:10               |
| 07:30                      | 07:30                      | 08:15               | 08:10               | 10:45               | 10:10               |
| 07:50                      | 07:50                      | 08:45               | 08:40               | 11:45               | 11:10               |
| 08:10                      | 08:10                      | 09:15               | 09:10               | 12:45               | 12:10               |
| 08:30                      | 08:30                      | 09:45               | 09:40               | 13:45               | 13:10               |
| 08:50                      | 08:50                      | 10:15               | 10:10               | 14:45               | 14:10               |
| 09:10                      | 09:10                      | 10:45               | 10:40               | 15:45               | 15:10               |
| 09:40                      | 09:40                      | 11:15               | 11:10               | 16:45               | 16:10               |
| 10:10                      | 10:10                      | 11:45               | 11:40               | 17:45               | 17:10               |
| 10:40                      | 10:40                      | 12:15               | 12:10               | 18:45               | 18:10               |
| 11:10                      | 11:10                      | 12:45               | 12:40               | 19:45               | 19:10               |
| 11:40                      | 11:40                      | 13:15               | 13:10               | 20:45               | 20:10               |
| 12:10                      | 12:10                      | 13:45               | 13:40               | 21:45               | 21:10               |
| 12:40                      | 12:40                      | 14:15               | 14:10               | 22:45               | 22:10               |
| 13:10                      | 13:10                      | 14:45               | 14:40               | 23:45               | 23:10               |
| 13:40                      | 13:40                      | 15:45               | 15:10               |                     |                     |
| 14:10                      | 14:10                      | 16:45               | 16:10               |                     |                     |
| 14:40                      | 14:40                      | 17:45               | 17:10               |                     |                     |
| 15:10                      | 15:10                      | 18:45               | 18:10               |                     |                     |
| 15:40                      | 15:40                      | 19:45               | 19:10               |                     |                     |
| 16:10                      | 16:10                      | 20:45               | 20:10               |                     |                     |
| 16:40                      | 16:40                      | 21:45               | 21:10               |                     |                     |
| 17:10                      | 17:10                      | 22:45               | 22:10               |                     |                     |
| 17:40                      | 17:40                      | 23:45               | 23:10               |                     |                     |
| 18:10                      | 18:10                      |                     |                     |                     |                     |
| 18:40                      | 18:40                      |                     |                     |                     |                     |
| 19:10                      | 19:10                      |                     |                     |                     |                     |
| 19:40                      | 19:40                      |                     |                     |                     |                     |
| 20:10                      | 20:10                      |                     |                     |                     |                     |
| 20:40                      | 20:40                      |                     |                     |                     |                     |
| 21:10                      | 21:10                      |                     |                     |                     |                     |
| 21:40                      | 21:40                      |                     |                     |                     |                     |
| 22:10                      | 22:10                      |                     |                     |                     |                     |
| 22:40                      | 22:40                      |                     |                     |                     |                     |
| 23:10                      |                            |                     |                     |                     |                     |
| 23:40                      |                            |                     |                     |                     |                     |

### 16 - 31 julio
| Lunes a viernes laborables | Lunes a viernes laborables | Sábados laborables  | Sábados laborables  | Domingos y festivos | Domingos y festivos |
| Madrid > Pº Chopera        | Pº Chopera > Madrid        | Madrid > Pº Chopera | Pº Chopera > Madrid | Madrid > Pº Chopera | Pº Chopera > Madrid |
| 06:55                      | 06:20                      | 06:50               | 06:40               | 07:45               | 07:15               |
| 07:25                      | 06:50                      | 07:15               | 07:15               | 08:45               | 08:10               |
| 07:40                      | 07:05                      | 07:45               | 07:40               | 09:45               | 09:10               |
| 07:55                      | 07:20                      | 08:15               | 08:10               | 10:45               | 10:10               |
| 08:20                      | 08:05                      | 08:45               | 08:40               | 11:45               | 11:10               |
| 08:40                      | 08:20                      | 09:15               | 09:10               | 12:45               | 12:10               |
| 08:50                      | 08:50                      | 09:45               | 09:40               | 13:45               | 13:10               |
| 09:25                      | 09:20                      | 10:15               | 10:10               | 14:45               | 14:10               |
| 09:55                      | 09:50                      | 10:45               | 10:40               | 15:45               | 15:10               |
| 10:25                      | 10:20                      | 11:15               | 11:10               | 16:45               | 16:10               |
| 10:55                      | 10:50                      | 11:45               | 11:40               | 17:45               | 17:10               |
| 11:25                      | 11:20                      | 12:15               | 12:10               | 18:45               | 18:10               |
| 11:55                      | 11:50                      | 12:45               | 12:40               | 19:45               | 19:10               |
| 12:25                      | 12:20                      | 13:15               | 13:10               | 20:45               | 20:10               |
| 12:55                      | 12:50                      | 13:45               | 13:40               | 21:45               | 21:10               |
| 13:25                      | 13:20                      | 14:15               | 14:10               | 22:45               | 22:10               |
| 13:55                      | 13:50                      | 14:45               | 14:40               | 23:45               | 23:10               |
| 14:25                      | 14:20                      | 15:45               | 15:10               |                     |                     |
| 14:55                      | 14:50                      | 16:45               | 16:10               |                     |                     |
| 15:25                      | 15:20                      | 17:45               | 17:10               |                     |                     |
| 15:55                      | 15:50                      | 18:45               | 18:10               |                     |                     |
| 16:25                      | 16:20                      | 19:45               | 19:10               |                     |                     |
| 16:55                      | 16:50                      | 20:45               | 20:10               |                     |                     |
| 17:25                      | 17:20                      | 21:45               | 21:10               |                     |                     |
| 17:55                      | 17:50                      | 22:45               | 22:10               |                     |                     |
| 18:25                      | 18:20                      | 23:45               | 23:10               |                     |                     |
| 18:55                      | 18:50                      |                     |                     |                     |                     |
| 19:25                      | 19:20                      |                     |                     |                     |                     |
| 19:55                      | 19:50                      |                     |                     |                     |                     |
| 20:25                      | 20:20                      |                     |                     |                     |                     |
| 20:55                      | 20:50                      |                     |                     |                     |                     |
| 21:25                      | 21:20                      |                     |                     |                     |                     |
| 21:55                      | 21:50                      |                     |                     |                     |                     |
| 22:25                      | 22:20                      |                     |                     |                     |                     |
| 22:55                      |                            |                     |                     |                     |                     |
| 23:30                      |                            |                     |                     |                     |                     |

### 1 - 31 agosto
| Lunes a viernes laborables | Lunes a viernes laborables | Sábados laborables  | Sábados laborables  | Domingos y festivos | Domingos y festivos |
| Madrid > Pº Chopera        | Pº Chopera > Madrid        | Madrid > Pº Chopera | Pº Chopera > Madrid | Madrid > Pº Chopera | Pº Chopera > Madrid |
| 06:55                      | 06:20                      | 06:50               | 06:40               | 07:45               | 07:15               |
| 07:25                      | 06:50                      | 07:15               | 07:15               | 08:45               | 08:10               |
| 07:40                      | 07:05                      | 07:45               | 07:40               | 09:45               | 09:10               |
| 07:55                      | 07:20                      | 08:15               | 08:10               | 10:45               | 10:10               |
| 08:20                      | 08:05                      | 08:45               | 08:40               | 11:45               | 11:10               |
| 08:40                      | 08:20                      | 09:15               | 09:10               | 12:45               | 12:10               |
| 08:50                      | 08:50                      | 09:45               | 09:40               | 13:45               | 13:10               |
| 09:25                      | 09:50                      | 10:15               | 10:10               | 14:45               | 14:10               |
| 10:25                      | 10:50                      | 10:45               | 10:40               | 15:45               | 15:10               |
| 11:25                      | 11:50                      | 11:15               | 11:10               | 16:45               | 16:10               |
| 12:25                      | 12:50                      | 11:45               | 11:40               | 17:45               | 17:10               |
| 13:25                      | 13:50                      | 12:15               | 12:10               | 18:45               | 18:10               |
| 14:25                      | 14:20                      | 12:45               | 12:40               | 19:45               | 19:10               |
| 14:55                      | 14:50                      | 13:15               | 13:10               | 20:45               | 20:10               |
| 15:25                      | 15:20                      | 13:45               | 13:40               | 21:45               | 21:10               |
| 15:55                      | 15:50                      | 14:15               | 14:10               | 22:45               | 22:10               |
| 16:25                      | 16:20                      | 14:45               | 14:40               | 23:45               | 23:10               |
| 16:55                      | 16:50                      | 15:45               | 15:10               |                     |                     |
| 17:25                      | 17:20                      | 16:45               | 16:10               |                     |                     |
| 17:55                      | 17:50                      | 17:45               | 17:10               |                     |                     |
| 18:25                      | 18:20                      | 18:45               | 18:10               |                     |                     |
| 19:25                      | 18:50                      | 19:45               | 19:10               |                     |                     |
| 20:25                      | 19:50                      | 20:45               | 20:10               |                     |                     |
| 21:25                      | 20:50                      | 21:45               | 21:10               |                     |                     |
| 22:25                      | 21:50                      | 22:45               | 22:10               |                     |                     |
| 23:30                      | 22:50                      | 23:45               | 23:10               |                     |                     |

## Recorrido y paradas

### Sentido Alcobendas - Paseo de la Chopera
La línea inicia su recorrido en el intercambiador subterráneo de Plaza de Castilla, en la dársena 23, en este punto se establece correspondencia con todas las líneas de los corredores 1 y 7 con cabecera en el intercambiador de Plaza de Castilla. En la superficie efectúan parada varias líneas urbanas con las que tiene correspondencia, y a través de pasillos subterráneos enlaza con las líneas 1, 9 y 10 del Metro de Madrid.
Tras abandonar los túneles del intercambiador subterráneo, la línea sale al Paseo de la Castellana, donde tiene una primera parada frente al Hospital La Paz (subida de viajeros). A partir de aquí sale por la M-30 hasta el nudo de Manoteras y toma la vía de servicio de la A-1.
En la vía de servicio tiene 4 paradas que prestan servicio al área industrial y empresarial de la A-1 hasta llegar al km. 13, donde toma la salida en dirección a La Moraleja y se dirige al Parque Empresarial de La Moraleja, el cual atraviesa. Sale de nuevo a la vía de servicio de la A-1 y se dirige por la salida 16 hacia el casco urbano de Alcobendas.
Dentro del casco urbano de Alcobendas, circula por el Paseo de la Chopera, y se desvía hacia la Avenida de Camilo José Cela hacia el sur donde tiene su cabecera junto a la Calle de Gabriel García Márquez.
En el circuito neutralizado al final del Paseo de la Chopera, circula por la Avenida de Camilo José Cela y se desvía hacia la Avenida de Valdelaparra hacia el norte (algunas expediciones de ida realizan el recorrido completo hasta la Calle del Marqués de la Valdavia sin volver a Madrid).
| Código | Zona | Localidad  | Denominación                                                         | Ubicación                                        | Líneas de la parada | Metro                  |
| --- | ---- | ---------- | -------------------------------------------------------------------- | ------------------------------------------------ | --- | ---------------------- |
| 17472N |      | Madrid     | Intercambiador de Plaza de Castilla - Dársena 23                     | Avenida de Asturias Nº2                          | 157 157C | Plaza de Castilla      |
| 3253 |      | Madrid     | Paseo de la Castellana - Hospital La Paz                             | Paseo de la Castellana Nº304 - Acceso Nudo Norte | 173 174 176 151 152C 153 154C 155 155B 156 157 157C 159 161 171 181 182 183 184 185 191193194195196197N101 N102 N103 N104 | Begoña                 |
| 3261 |      | Madrid     | Avenida de Burgos - Avenida de Francisco Pi y Margall                | Avenida de Burgos km. 10,3                       | 173 174 176 151 152C 153 154C 155 155B 156 157 157C 159 161 171 181 182 183 184 185 N101 N102 N103                        |                        |
| 06686 |      | Madrid     | Avenida de Burgos - Centro Comercial Sanchinarro                     | Avenida de Burgos Nº133                          | 151 152C 153 154C 155 156 157 157C 158 159 161 171 181 182 183 184 185 N101 N102 N103                                     |                        |
| 06687 |      | Madrid     | Avenida de Burgos - Dominicos                                        | Avenida de Burgos km. 11,3                       | 151 152C 153 154C 155 156 157 157C 158 159 161 171 181 182 183 184 185 N101 N102 N103                                     |                        |
| 06688 |      | Alcobendas | Carretera A-1 - El Encinar de los Reyes                              | Carretera de Irún km. 12,7                       | 154C 155 157 N101 |                        |
| 11629 |      | Alcobendas | Avenida de Europa - Plaza de Roma                                    | Avenida de Europa Nº19                           | 157 157C |                        |
| 11627 |      | Alcobendas | Avenida de Europa - Centro Comercial Moraleja Green                  | Avenida de Europa Nº16                           | 157 157C |                        |
| 11625 |      | Alcobendas | Avenida de Europa - Plaza de París                                   | Avenida de Europa Nº11                           | 157 157C |                        |
| 06681 |      | Alcobendas | Calle de Francisco Chico Mendes - Centro Comercial Planet Alcobendas | Calle de Francisco Chico Mendes Nº2              | 154 157 |                        |
| 06682 |      | Alcobendas | Calle de la Yuca - Carretera N-1                                     | Calle de la Yuca S/N.º                           | 154 157 |                        |
| 06690 |      | Alcobendas | Carretera de Irún - Concesionario                                    | Carretera de Irún km. 14,7                       | 151 152C 153 154 154C 156 157 158 161 N103                                                                                |                        |
| 11228 |      | Alcobendas | Paseo de la Chopera - Centro de Salud                                | Paseo de la Chopera Nº46                         | 157 11 | Marqués de la Valdavia |
| 11230 |      | Alcobendas | Paseo de la Chopera - Calle de Cádiz                                 | Paseo de la Chopera Nº64                         | 157 11 |                        |
| 06773 |      | Alcobendas | Paseo de la Chopera - Centro Cultural                                | Paseo de la Chopera Nº94                         | 157 11 |                        |
| 06885 |      | Alcobendas | Paseo de la Chopera - Centro de Salud Valdavia                       | Paseo de la Chopera Nº108                        | 157 N101 2 |                        |
| 08695 |      | Alcobendas | Paseo de la Chopera - Educación Infantil Especial                    | Paseo de la Chopera Nº107                        | 157 N101 2 |                        |
| 11232 |      | Alcobendas | Paseo de la Chopera - Avenida de Camilo José Cela                    | Paseo de la Chopera Nº178                        | 157 N101 2 11 |                        |
| 12927 |      | Alcobendas | Avenida de Camilo José Cela - Calle de Gabriel García Márquez        | Avenida de Camilo José Cela Nº28                 | 157 |                        |
| A partir de aquí comienza el servicio de vuelta, y se cambian los carteles electrónicos hacia Madrid. La hora de paso por esta parada es aproximadamente 20 minutos después de salir de Madrid. Algunos servicios no vuelven a Madrid |      |            |                                                                      |                                                  | |                        |
| 17027 |      | Alcobendas | Avenida de Valdelaparra - Instituto                                  | Avenida de Valdelaparra Nº25                     | 157 6 |                        |
| 11588 |      | Alcobendas | Avenida de Valdelaparra - Paseo de la Chopera                        | Avenida de Valdelaparra Nº28                     | 157 6 |                        |
| Los servicios que continúan a Madrid esperarán aquí a la hora programada de salida |      |            |                                                                      |                                                  | |                        |
| Paradas realizadas por los servicios que continúan a la Calle del Marqués de la Valdavia y no vuelven a Madrid |      |            |                                                                      |                                                  | |                        |
| 17028 |      | Alcobendas | Avenida de Valdelaparra - Policía Local                              | Avenida de Valdelaparra Nº118                    | 157 6 11 |                        |
| 11330 |      | Alcobendas | Calle del Marqués de la Valdavia Nº147                               | Calle del Marqués de la Valdavia Nº159           | 157 827 827A 11 |                        |

### Sentido Madrid (Plaza de Castilla)
El recorrido en sentido Madrid es igual al de ida pero en sentido contrario excepto en determinados puntos:
- La línea tiene un circuito neutralizado al final del Paseo de la Chopera, recorriendo las urbanizaciones del final antes de salir de vuelta al Paseo de Europa. Partiendo de la Avenida de Camilo José Cela se desvía hacia el norte hacia la Avenida de Valdelaparra, recorriéndola en su totalidad hasta la intersección de la Calle del Marqués de la Valdavia (algunas expediciones de ida realizan este recorrido completo hasta aquí sin volver a Madrid).
- Vuelve a Madrid por la carretera M-603 hacia Fuencarral en vez de la vía de servicio de la A-1. La parada 06635 - Carretera de Fuencarral - Calle de San Rafael no tiene pareja para las expediciones de ida.
- En la vía de servicio de la A-1 no realiza la pareja de la parada 06688 - Carretera A-1 - El Encinar de los Reyes. La pareja de la parada 06688 sí se realiza a la ida.

| Código | Zona | Localidad  | Denominación                                                   | Ubicación                                  | Líneas de la parada                                                                                       | Metro                  |
| --- | ---- | ---------- | -------------------------------------------------------------- | ------------------------------------------ | --- | ---------------------- |
| La hora de paso por esta parada es aproximada, aproximadamente 5 minutos antes de cumplir la hora de salida exacta                                                                     |      |            |                                                                |                                            | |                        |
| 12927 |      | Alcobendas | Avenida de Camilo José Cela - Calle de Gabriel García Márquez  | Avenida de Camilo José Cela Nº28           | 157 |                        |
| 17027 |      | Alcobendas | Avenida de Valdelaparra - Instituto                            | Avenida de Valdelaparra Nº25               | 157 6 |                        |
| 11588 |      | Alcobendas | Avenida de Valdelaparra - Paseo de la Chopera                  | Avenida de Valdelaparra Nº28               | 157 6 |                        |
| La hora programada de vuelta se cumple desde esta parada |      |            |                                                                |                                            | |                        |
| Los servicios hacia Madrid no continuarán el viaje hasta cumplir la hora programada de vuelta. Algunos servicios no vuelven a Madrid y continúan a la Calle del Marqués de la Valdavia |      |            |                                                                |                                            | |                        |
| 17028 |      | Alcobendas | Avenida de Valdelaparra - Policía Local                        | Avenida de Valdelaparra Nº118              | 157 6 11                                                                                                  |                        |
| 11330 |      | Alcobendas | Calle del Marqués de la Valdavia Nº147                         | Calle del Marqués de la Valdavia Nº159     | 157 827 827A 11                                                                                           |                        |
| Los servicios hasta la Calle del Marqués de la Valdavia terminan aquí |      |            |                                                                |                                            | |                        |
| 12725 |      | Alcobendas | Avenida de Camilo José Cela - Calle del Marqués de la Valdavia | Avenida de Camilo José Cela Nº3            | 157 |                        |
| 11231 |      | Alcobendas | Paseo de la Chopera - Avenida de Camilo José Cela              | Paseo de la Chopera Nº253                  | 157 |                        |
| 08694 |      | Alcobendas | Paseo de la Chopera - Educación Infantil Especial              | Paseo de la Chopera Nº107                  | 157 10 |                        |
| 09090 |      | Alcobendas | Paseo de la Chopera - Centro de Salud Valdavia                 | Paseo de la Chopera Nº89                   | 157 10 |                        |
| 11233 |      | Alcobendas | Paseo de la Chopera - Centro Cultural                          | Paseo de la Chopera Nº63                   | 157 10 |                        |
| 11229 |      | Alcobendas | Paseo de la Chopera - Calle del Pintor Sorolla                 | Paseo de la Chopera Nº29                   | 157 10 |                        |
| 11227 |      | Alcobendas | Paseo de la Chopera - Centro de Salud la Chopera               | Paseo de la Chopera Nº13                   | 157 10 | Marqués de la Valdavia |
| 06842 |      | Alcobendas | Carretera M-603 - Centro Comercial Río Norte                   | M-603 km. 3,9                              | 154 157 157C                                                                                              |                        |
| 06843 |      | Alcobendas | Carretera M-603 - Polígono Industrial Calabozos                | Carretera de Fuencarral Nº78               | 154 157 157C 6                                                                                            |                        |
| 06635 |      | Alcobendas | Carretera de Fuencarral - Calle de San Rafael                  | M-603 km. 2,8                              | 154 157 157C                                                                                              |                        |
| 11226 |      | Alcobendas | Plaza de París - Parque Empresarial La Moraleja                | Plaza de París Nº1                         | 154 157 157C                                                                                              |                        |
| 11626 |      | Alcobendas | Avenida de Europa - Centro Comercial Moraleja Green            | Avenida de Europa Nº16                     | 157 157C                                                                                                  |                        |
| 11628 |      | Alcobendas | Avenida de Europa - Plaza de Roma                              | Avenida de Europa Nº20                     | 157 157C                                                                                                  |                        |
| 06865 |      | Madrid     | Avenida de Burgos - Dominicos                                  | Avenida de Santo Domingo de la Calzada Nº1 | 151 152C 153 154C 155 156 157 157C 158 159 161 171 181 182 183 184 185 N101 N102 N103                     |                        |
| 50000 |      | Madrid     | Avenida de Burgos - Centro Financiero                          | Avenida de Burgos Nº135                    | 151 152C 153 154C 155 156 157 157C 158 159 161 171 181 182 183 184 185 N101 N102 N103                     |                        |
| 3602 |      | Madrid     | Avenida de Burgos Nº93                                         | Avenida de Burgos km. 10,1                 | 173 174 176 SE833 151 152C 153 154C 155 155B 156 157 157C 159 161 171 181 182 183 184 185 N101 N102 N103  |                        |
| 3265 |      | Madrid     | Avenida de Burgos Nº87 - Paso Elevado                          | Avenida de Burgos Nº87                     | 173 174 176 SE833 151 152C 153 154C 155 155B 156 157 157C 159 161 171 181 182 183 184 185 N101 N102 N103  |                        |
| 10550 |      | Madrid     | Paseo de la Castellana - Hospital La Paz                       | Paseo de la Castellana Nº296               | 151 152C 153 154C 155 155B 156 157 157C 159 161 181 182 183 184 185 191193194195196197N101 N102 N103 N104 | Begoña                 |
| 17472 |      | Madrid     | Intercambiador de Plaza de Castilla                            | Avenida de Asturias Nº2                    | Descenso en las dársenas 8, 9 y 10.                                                                       | Plaza de Castilla      |